# Hybristodryinus magnificus
Hybristodryinus magnificus (лат.) — ископаемый вид ос рода Hybristodryinus из семейства дрииниды (Dryinidae). Бирманский янтарь, меловой период (сеноманский век, около 99 млн лет). Мьянма. Видовое название karen происходит от латинского слова magnificus, что означает «великолепный, необычный», потому что таксон был найден в хорошем состоянии в кусочке янтаря.

## Описание
Мелкие хризидоидные осы. Длина 3,7 мм. От близких видов отличается размером мезотрохантера, который в 6 раз длиннее своей ширины (у H. mon и H. cretacicus он лишь в 3 раза длиннее); полным затылочным килем (у H. shan он неполный и дорзально отсутствует); трапециевидным диском пронотума (у H. ligulatus диск треугольный). Усики 10-члениковые. Нижнечелюстные щупики состоят из 6, а нижнегубные — из 3 члеников. Самцы неизвестны. Переднее крыло с тремя ячейками, закрытыми пигментированными жилками (C, R и 1Cu). У самок этого рода на передних лапках есть клешня, предположительно для удерживания цикадок (Cicadomorpha, Fulgoroidea).
Вид был впервые описан в 2019 году палеоэнтомологами Евгением Перковским (Schmalhausen Institute of Zoology, Украина), Массимо Ольми (Tropical Entomology Research Center, Viterbo, Италия), Патриком Мюллером (Германия) и Катериной Мартыновой (Киев).